# Dryopteris raiateensis
Dryopteris raiateensis är en träjonväxtart som först beskrevs av John William Moore, och fick sitt nu gällande namn av Li Bing Zhang. Dryopteris raiateensis ingår i släktet Dryopteris och familjen Dryopteridaceae. Inga underarter finns listade.